# زبان‌های ایبریایی غربی
زبان‌های ایبریایی غربی شاخه ای از زبان‌های ایبرو-رومی هستند که شامل زبان‌های کاستیایی (اسپانیایی، یهودی-اسپانیایی، اکسترامادوری و لورتو-اوکایالی)، آستوری-لئونی (آستوری، لئونی، می‌راندی و کانتابری)، و نوادگان گالیسی-پرتغالی (پرتغالی، گالیسی، اوناویایی، فالا و یهودی-پرتغالی) می‌شوند.

## دسته‌بندی
- ایبریایی غربی
  - آستوری-لئونی
    - آستوری
    - لئونی
    - میراندی
    - اکسترمادورایی
    - کانتابری

  - بارانکنیو
  - کاستیایی
    - اکسترمادورایی
    - یهودی-اسپانیایی
    - لورتو-اوکایالی
    - اسپانیایی

  - گالیسی-پرتغالی
    - اوناویایی
    - فالا
    - گالیسی
    - † یهودی-پرتغالی
    - پرتغالی

  - پیرنه-مستعربی
    - † رومی اندلسی
    - آراگونی
    - † یهودی-آراگونی
    - † ناوارو-آراگونی